# Ichneumon concretus
Ichneumon concretus là một loài tò vò trong họ Ichneumonidae.